# Iglesia de la Paz de Świdnica
La Iglesia de la Paz bajo la advocación de la Santísima Trinidad en Świdnica es la mayor iglesia barroca de madera de Europa, un edificio religioso histórico construido en virtud de los acuerdos del Tratado de Westfalia celebrado en 1648 que puso fin a la Guerra de los Treinta Años. Pertenece a la parroquia de Świdnica de la Iglesia Evangélica-Augsburguesa de Polonia.
El edificio está inscrito en la Lista del Patrimonio Mundial de UNESCO desde 2001, como parte del conjunto Iglesias de la Paz de Jawor y Świdnica, con la siguiente descripción:

Las iglesias de la Paz de Jawor y Swidnica son los edificios religiosos de entramado de madera más grandes de toda Europa. Fueron erigidas en la antigua Silesia a mediados del siglo XVII, en el periodo de conflictos religiosos subsiguiente a la Paz de Westfalia. Construidos en función de una serie de imperativos de índole material y política, estos dos templos luteranos constituyen un testimonio de la búsqueda de la libertad religiosa y presentan características arquitectónicas generalmente vinculadas a los edificios de culto católico, que muy raras veces se dan en las iglesias protestantes.
Sitio de la Unesco

## Historia

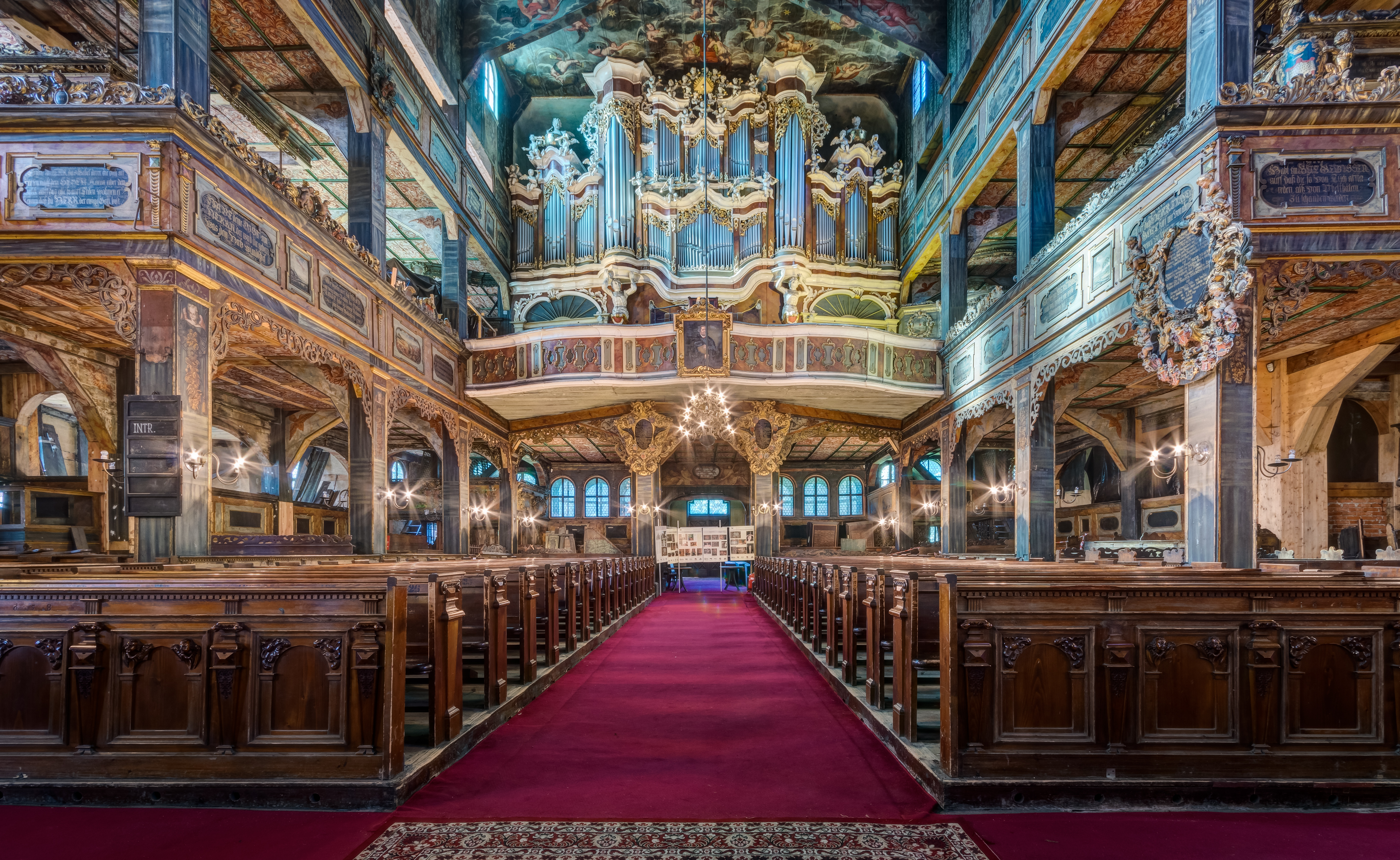
Interior de la Iglesia de la Paz, vista al prospecto del órgano

La iglesia de la Paz de Świdnica fue una de las tres Iglesias de la Paz (después de Głogów y Jawor) que el emperador católico Fernando III, bajo la presión de la Suecia protestante, permitió construir en los principados hereditarios de los Habsburgo en Silesia. En estos principados todas las iglesias construidas por los católicos y tomadas por los protestantes volvieron a la Iglesia católica. Después del estallido de la guerra, los evangélicos fueron privados del derecho a profesar su propia fe y a tener sus propias iglesias. Por otro lado, en los principados gobernados por los Piastas Silesianos, en su mayoría evangélicos, se permitió que todas las iglesias siguieran siendo protestantes.

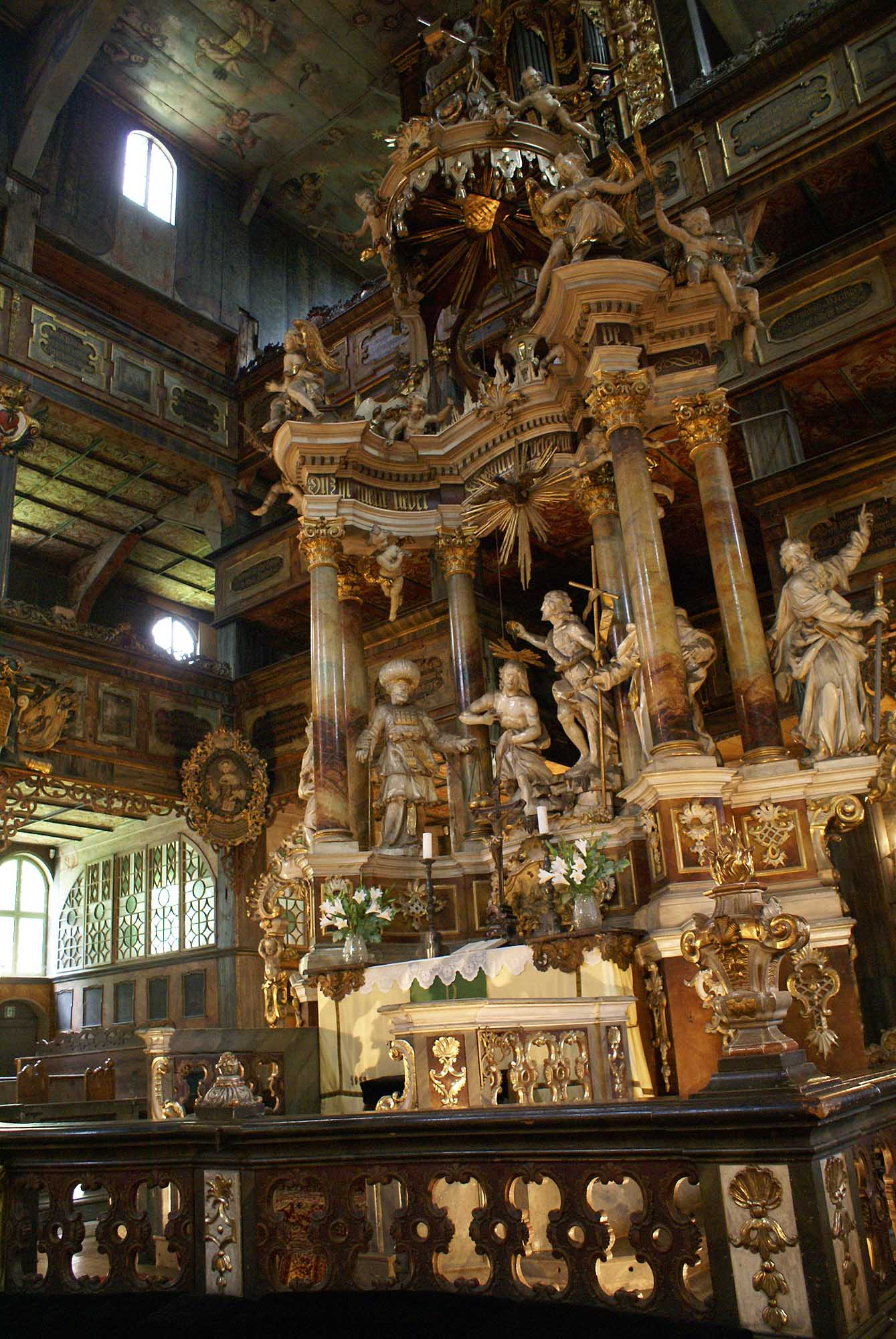
Altar principal

La construcción de las Iglesias de la Paz se sometió intencionadamente a condiciones adicionales que debían dificultar su construcción o, en caso de terminarse, hacer que el templo se utilizara durante un corto periodo de tiempo. La piedra angular para la fundación de la iglesia de Świdnica se colocó el 23 de agosto de 1656. El autor del proyecto fue el maestro de obras de Wroclaw, Albrecht von Saebisch. La iglesia fue construida por Andreas Kaemper, un carpintero de Świdnica. Para recaudar los fondos para la construcción, un residente de Świdnica, Christian Czepko, emprendió un viaje a las cortes protestantes europeas. En la realización del proyecto participaron evangélicos silesianos de todas las clases, desde los campesinos hasta la burguesía y la nobleza.
Después de 10 meses de construcción, el 24 de junio de 1657 se celebró la primera ceremonia en la nueva iglesia de Świdnica.
En 1708, durante la Guerra del Norte, cuando la situación religiosa de los evangélicos mejoró, también por insistencia del rey sueco, al lado de la iglesia se construyó un campanario y una escuela evangélica. Ambos edificios se han conservado hasta hoy.
Aunque la iglesia se fundó a raíz de conflictos religiosos, es un símbolo de reconciliación. En 1989, el primer ministro polaco Tadeusz Mazowiecki y el canciller alemán Helmut Kohl rezaron juntos por la paz en la iglesia. En 2011, acogió a la pareja real sueca de Carlos XVI Gustavo y la reina Silvia. Mientras que en el año 2014, la canciller alemana Angela Merkel y la primera ministra polaca Ewa Kopacz participaron en una oración ecuménica por la paz. En septiembre de 2016, en la Iglesia de Swidnica, se firmó Apel o Pokój (español: Llamamiento por la Paz) por los representantes de las confesiones cristianas, del judaísmo, del islam y del budismo junto con el Dalai Lama XIV.

## Arquitectura

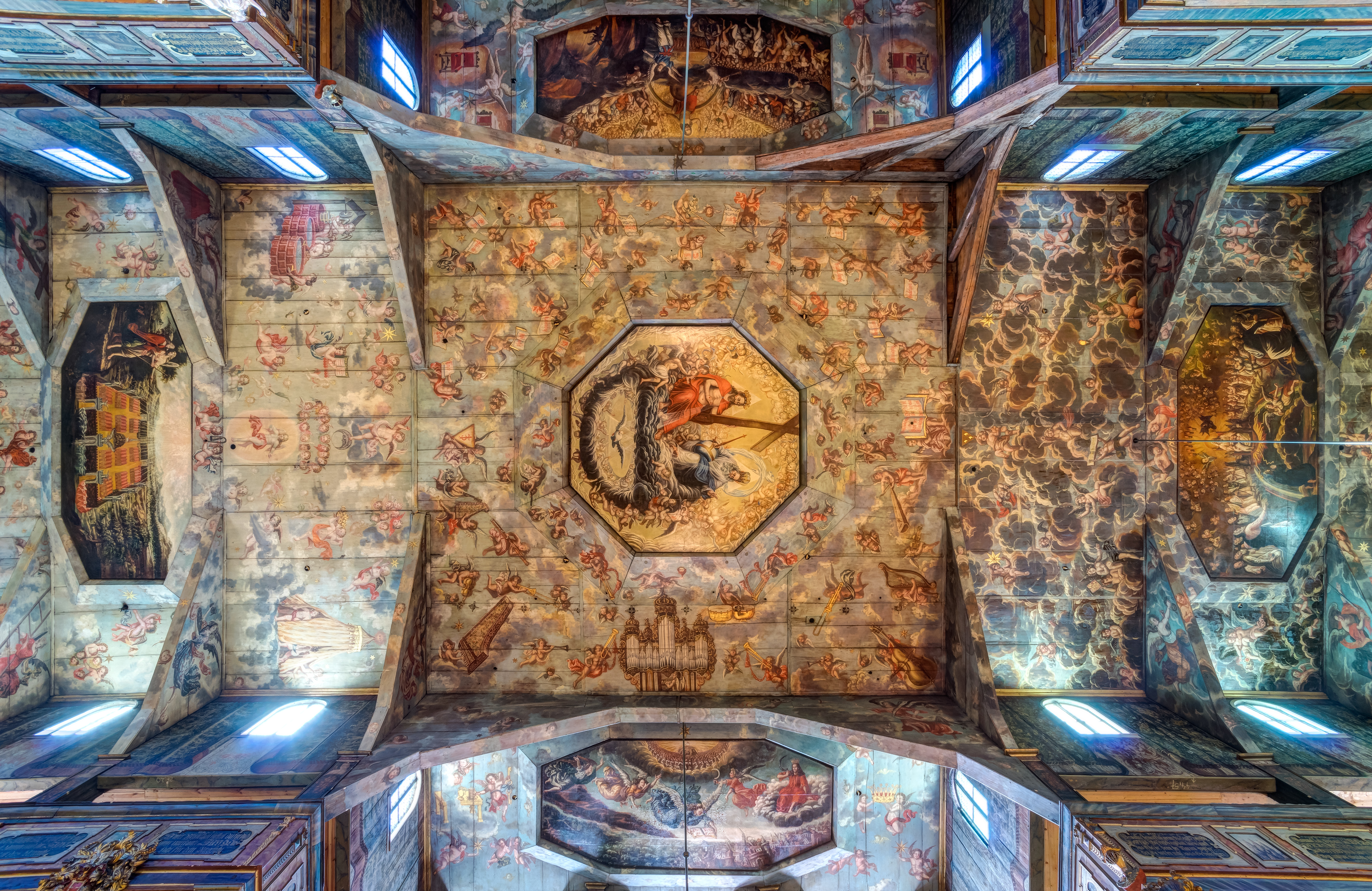
Techo

La iglesia de la Paz de Świdnica se construyó con el sistema de entramado de madera en forma de planta central a base de un armazón de madera relleno de masas de arcilla y paja. Se levantó sobre un plano de cruz griega. A la planta central se agregaron la Sala Bautismal y la sacristía en el este, la Sala de los Muertos en el oeste, la Sala de Bodas en el sur y la Sala de Campo en el norte. Mide Sus dimensiones son de 44 metros de largo y 30,5 metros de ancho. En la planta baja y en las cuatro plantas de matroneos se podían reunir 7.500 personas (incluyendo 3 000 asientos). La iglesia se construyó para acoger al mayor número de personas posible, lo que era importante sobre todo en la época en que la libertad de culto estaba restringida para los protestantes, ya que la Iglesia de la Paz era una de las dos únicas iglesias protestantes del principado de Świdnica-Jawor. Por lo tanto, el templo tiene una enorme superficie interna (1090 m²) y volumen.

## Equipamiento
Entre los elementos de equipamiento más valiosos de la Iglesia se encuentran el altar y el púlpito.

### Púlpito
El púlpito barroco, obra de Gotfried August Hoffmann, está fechado en 1729. La escalera está decorada con escenas bíblicas, concretamente Pentecostés, Gólgota y Paraíso. En la balaustrada hay talladas alegorías de la Fe, la Esperanza y el Amor. Sobre la puerta del púlpito hay una escultura de Jesús Buen Pastor.

### Altar principal
El altar mayor, que también es obra de Hoffmann, fue encargado para el centenario de la iglesia en 1752 y su construcción finalizó al año siguiente Encima de la mesa del altar hay un pequeño bajorrelieve que representa la Última Cena. En el centro está el Bautismo de Cristo y las figuras de Moisés, Aarón el Sumo sacerdote y los apóstoles Pedro y Pablo. Más arriba, sobre seis columnas corintias, aparece un friso con la inscripción: Dies ist mein geliebter Sohn, an dem ich Wohlgefallen habe (español: Este es mi hijo amado, en quien me complazco - Mateo 3:17). En el centro, a la altura del friso, hay una alegoría del Espíritu Santo en forma de paloma. Por encima, bajo el baldaquín, se encuentra un triángulo dorado, rodeado de rayos, con el tetragrama del nombre de Dios יהוה (YHWH) escrito en letra hebrea, una alegoría de Dios Padre. En la parte superior del altar, hay un cordero con una bandera sobre un libro con siete sellos.

### Órgano
Se ha conservado también un órgano antiguo de 62 voces con una perspectiva barroca de los años 1666-1669, construido por la empresa Gottfried Klose de Brzeg y reconstruido varias veces. En el matroneo superior, sobre el altar, hay un órgano más pequeño fundado en 1695 por Segismundo Ebersbach.
El órgano actual, que es el quinto en sucesión, es del año 1909 y fue fabricado por la compañía Schlag & Söhne de Świdnica, que introdujo el sistema eléctrico.

### El palco de Hochberg
Las familias más privilegiadas tenían sus propios palcos en la iglesia. Frente al púlpito, sobre la entrada principal de la iglesia, hay un hermoso palco de la familia Hochberg, benefactora de la iglesia, ricamente decorada, construida en 1698. El palco fue creado como muestra de agradecimiento a la familia del conde Johann Heinrich von Hochberg, que fundó los robles para la construcción de la iglesia.

### Matroneo
Todo el matroneo está cubierto con 78 textos de versos bíblicos y 47 escenas alegóricas. Las pinturas de las tablas ilustran el significado de las citas bíblicas situadas al lado. Las balaustradas de los matroneos están ricamente decoradas con esculturas y pinturas.

### Pinturas
Los techos de la iglesia están decorados con pinturas de los años 1694-1696 que fueron creadas por dos pintores de Świdnica: Chrystian Sussenbach y Chrystian Kolitschka. Ilustran escenas del Apocalipsis de San Juan:
- La Jerusalén celestial,
- Dios Padre, sobre cuya cabeza, rodeada de siete lenguas de fuego, gira un águila, sostiene sobre sus rodillas un libro plegado con siete sellos, sobre el que descansa un cordero; a su alrededor se arrodillan 24 ancianos; debajo de él se ve a Juan rezando,
- La caída de la ciudad pecadora de Babilonia,
- El Juicio Final.

La Santísima Trinidad está pintada en el cruze de las naves.
Los techos alrededor de las pinturas y los techos de los matroneos y pilares están pintados con motivos de flores.

## Galería

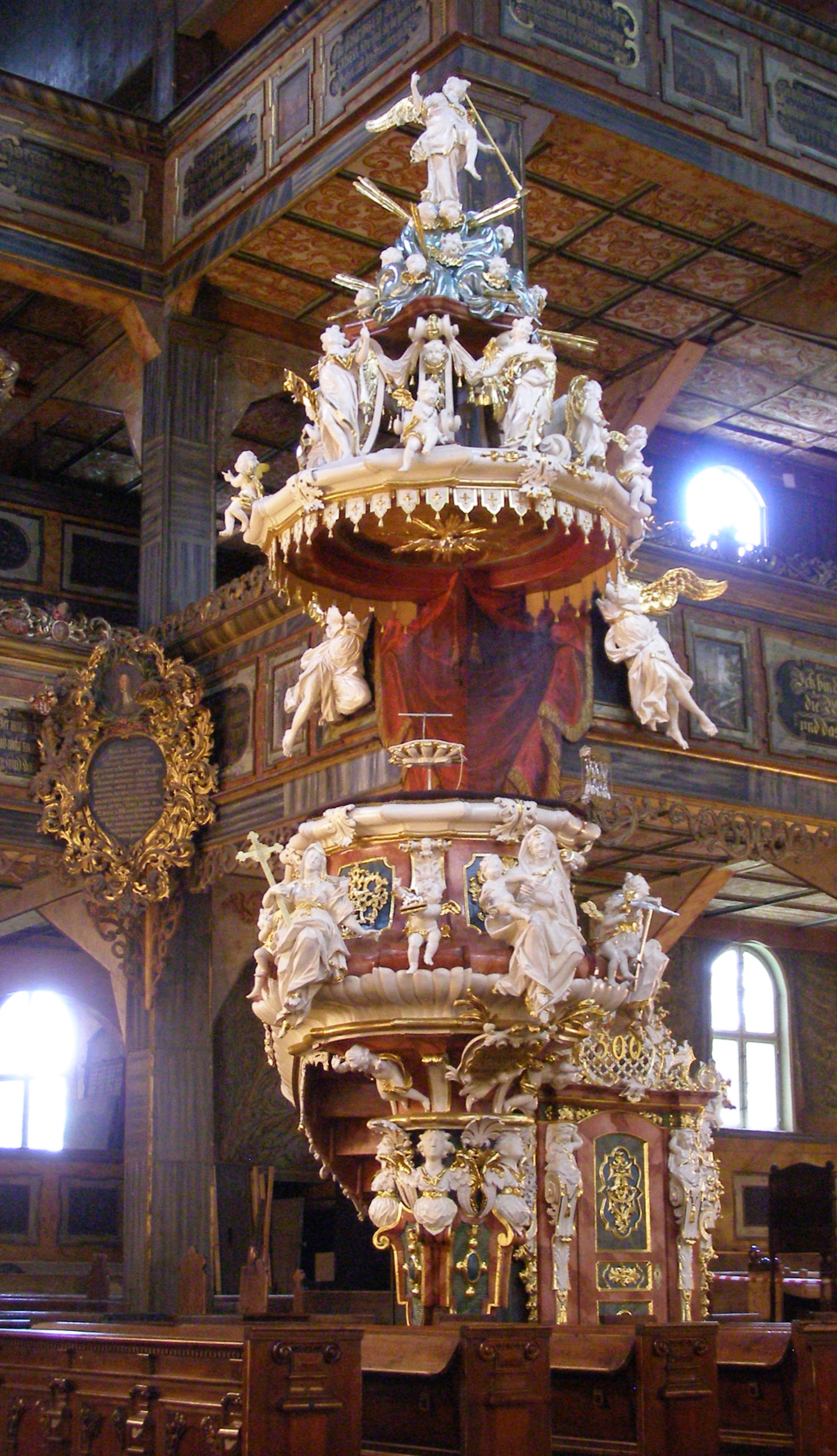
Púlpito
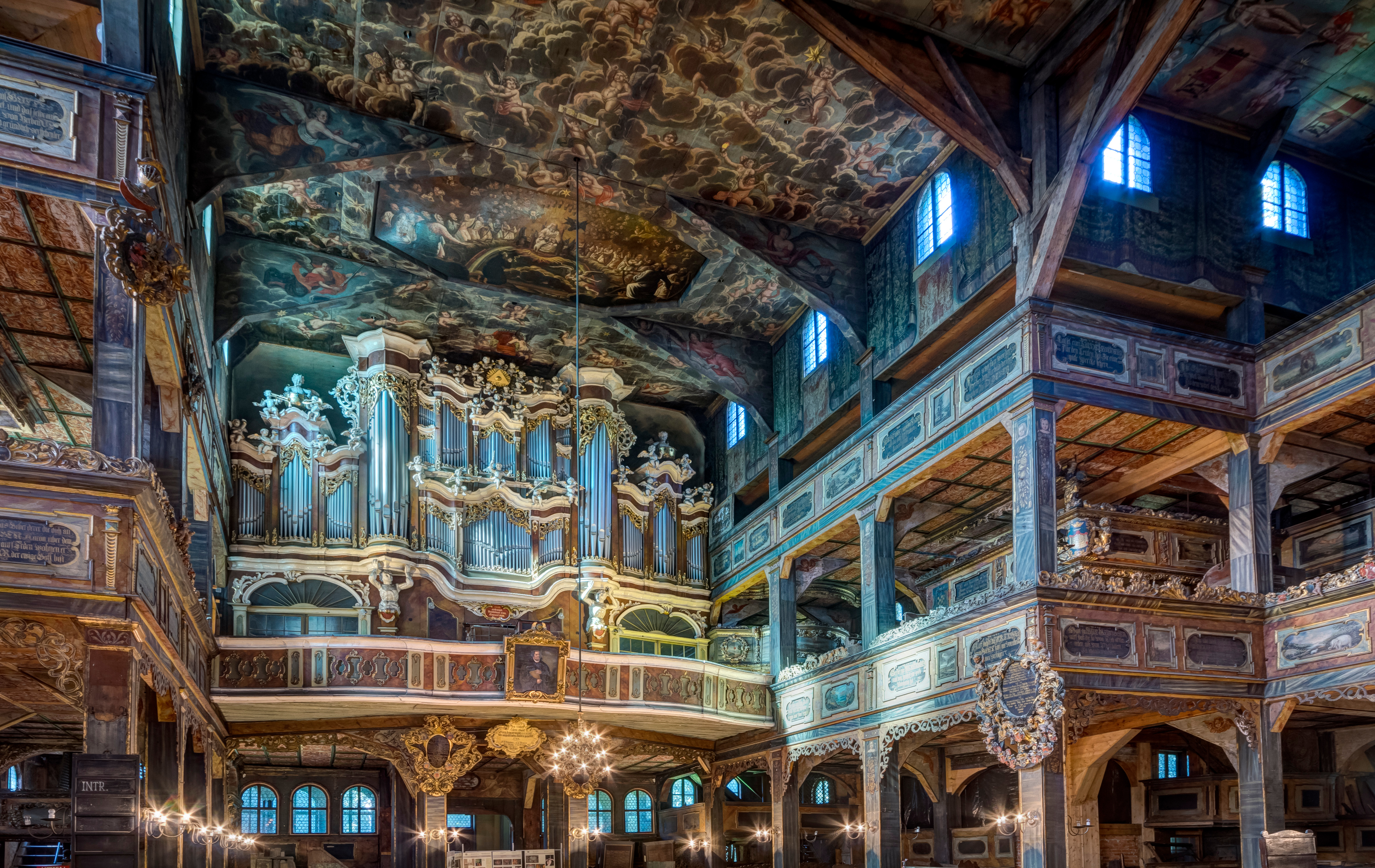
Órgano
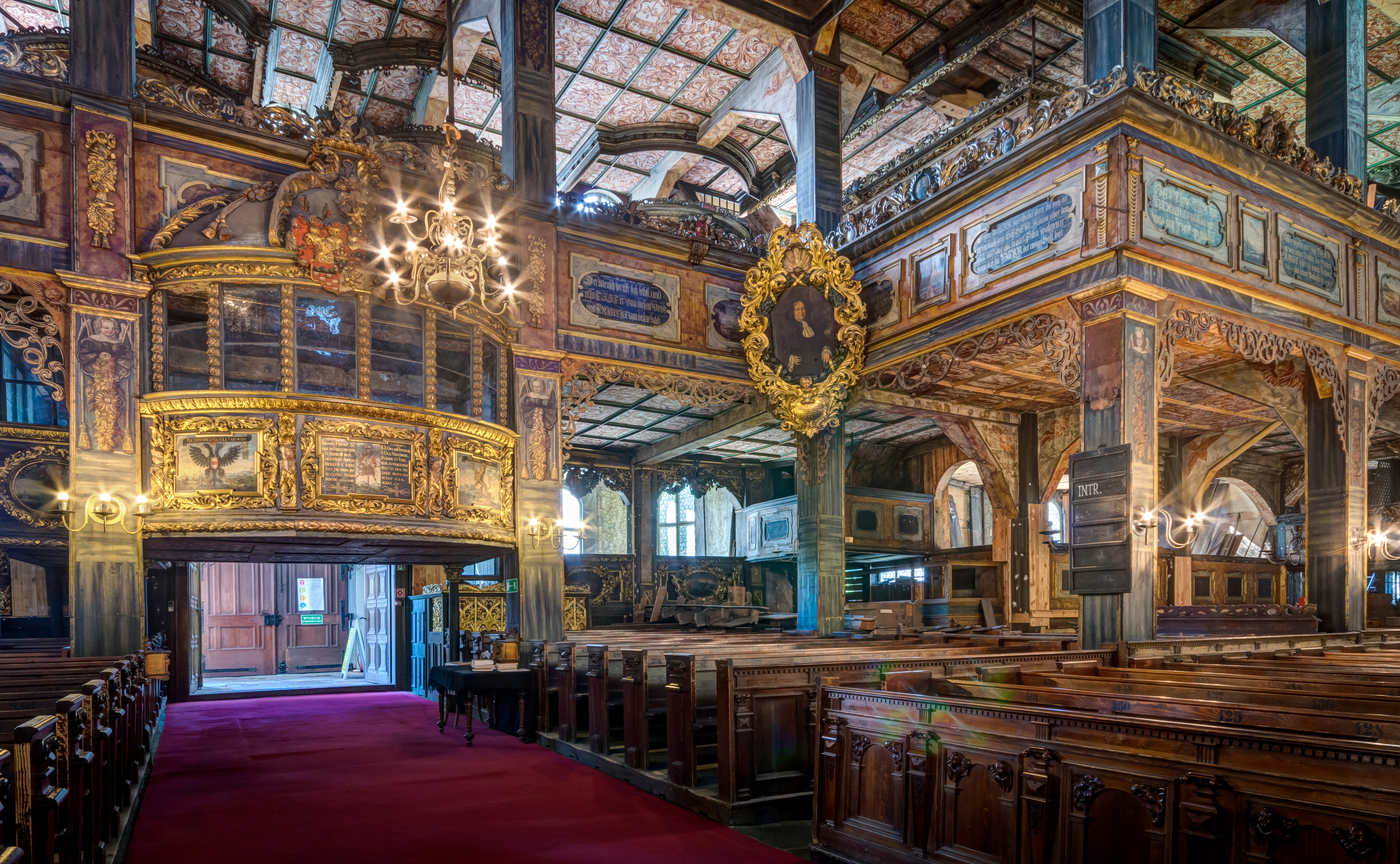
El palco de Hochberg
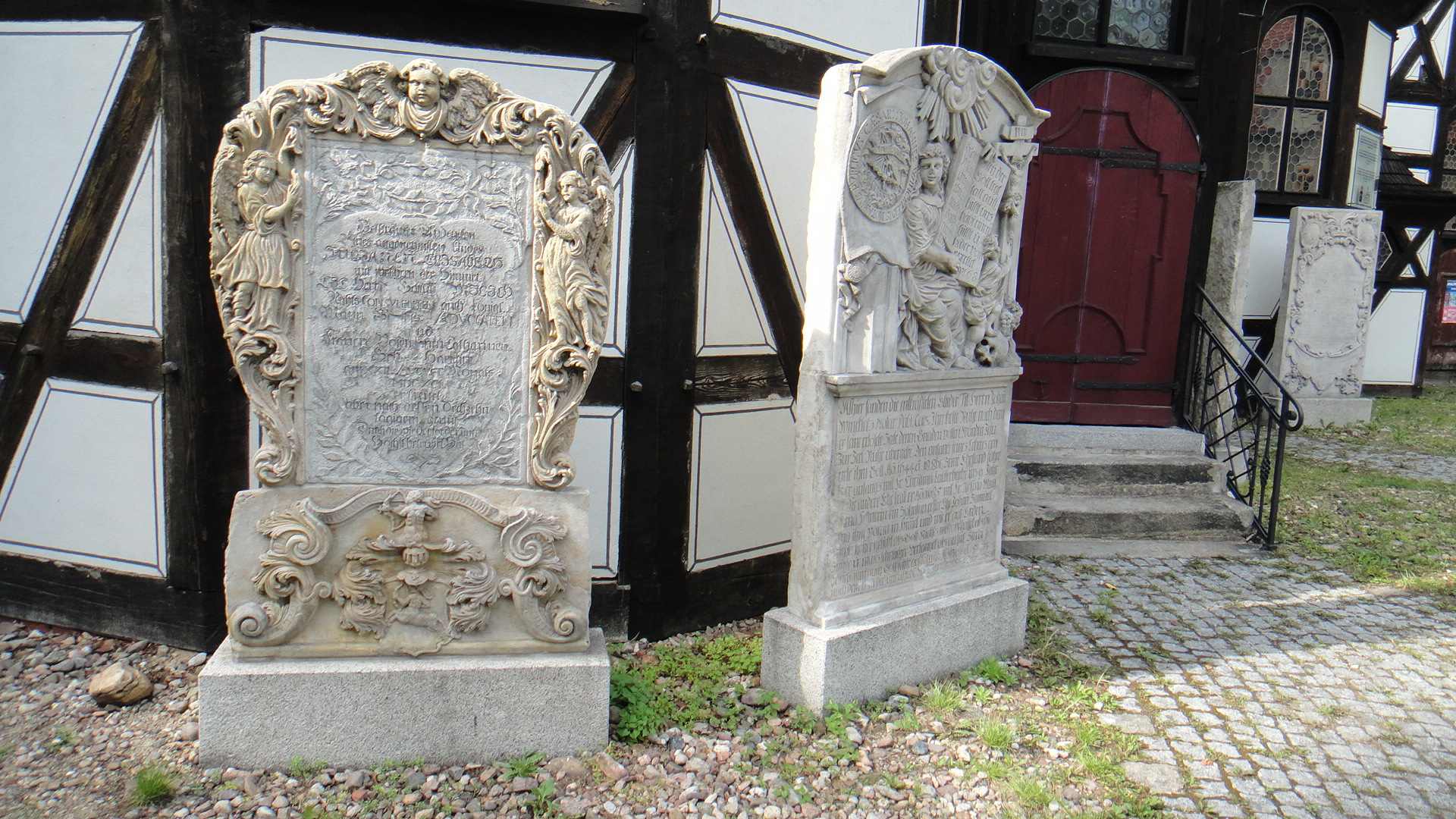
Lápidas
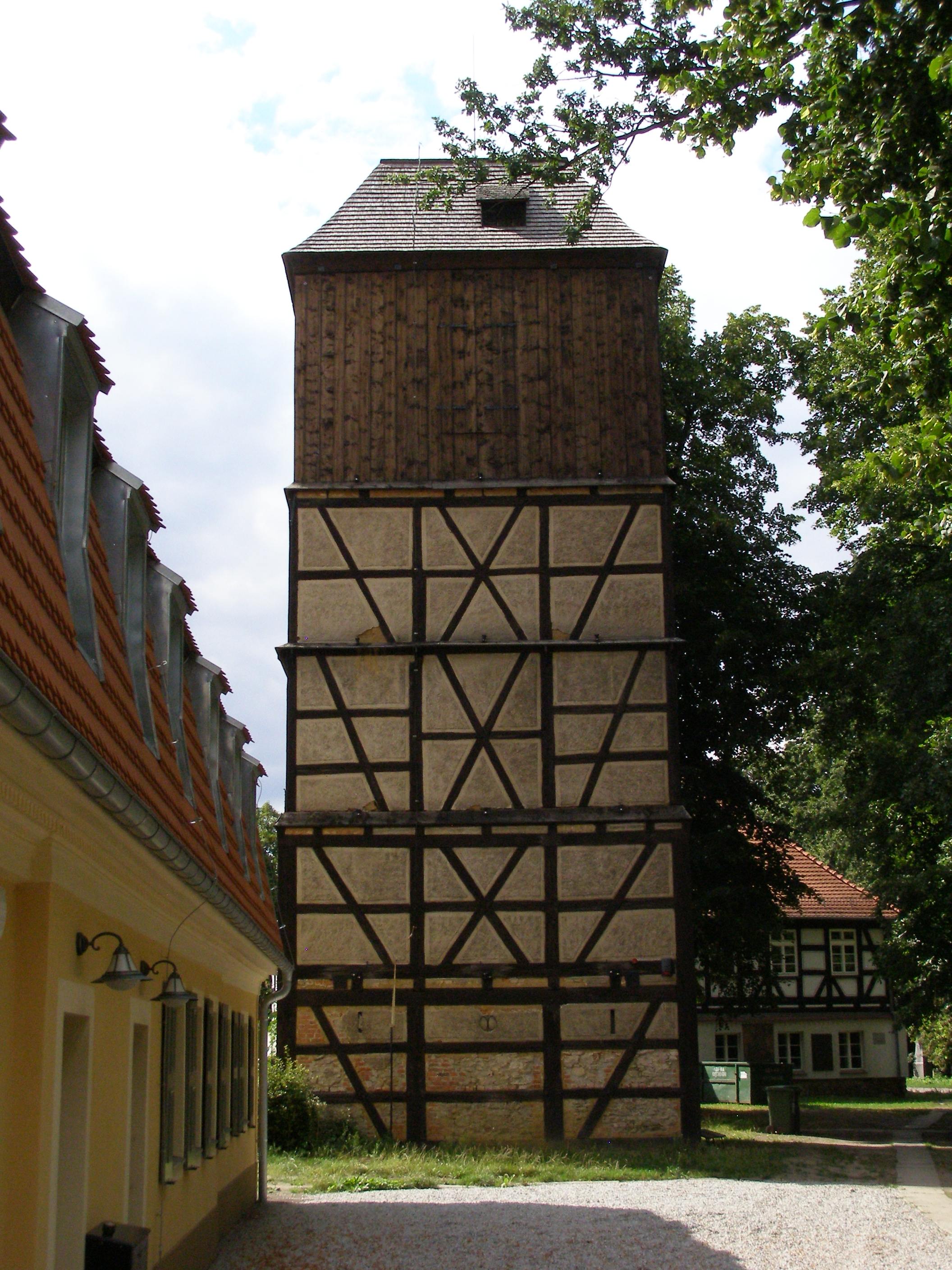
Campanario
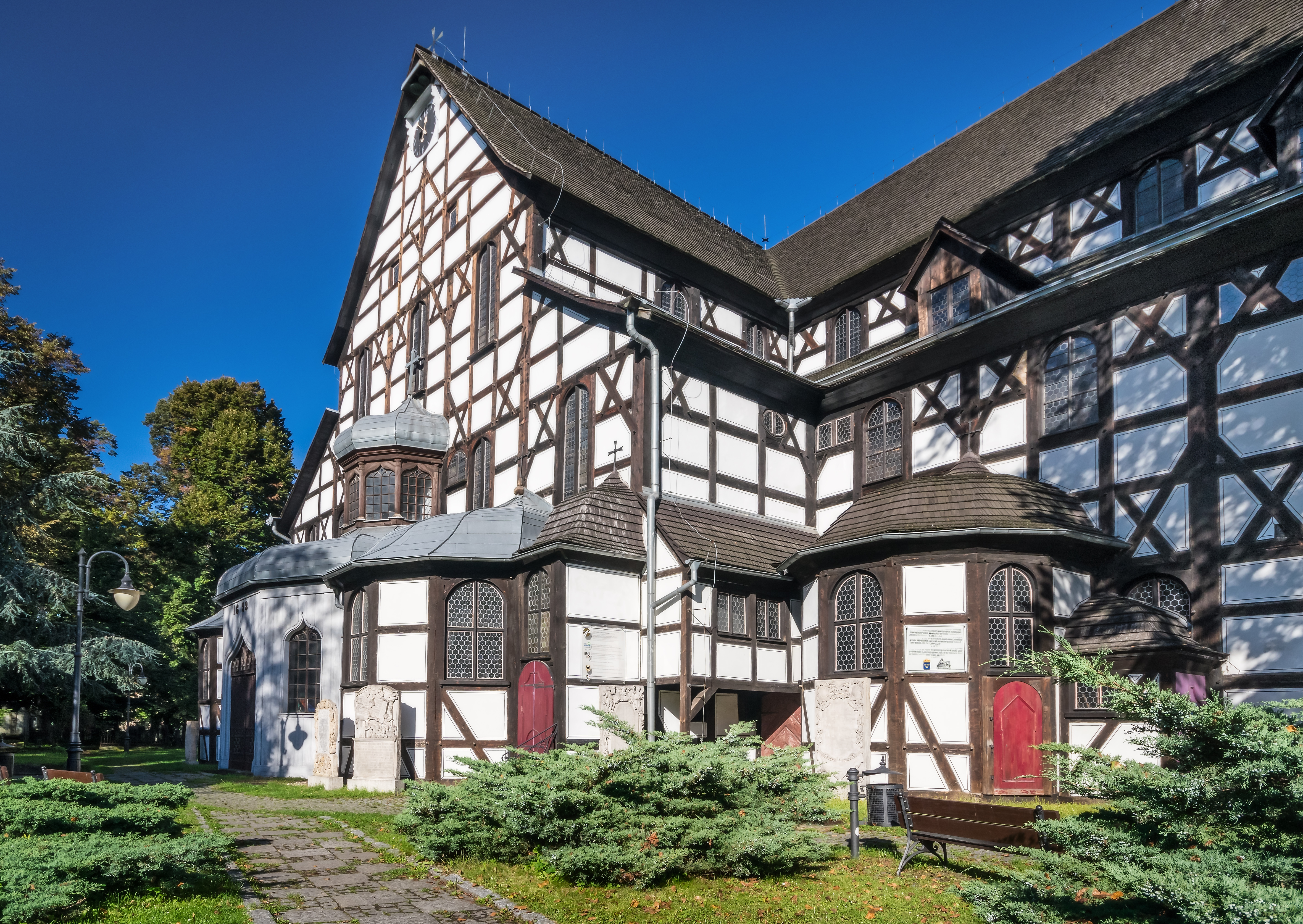
Parte trasera de la iglesia
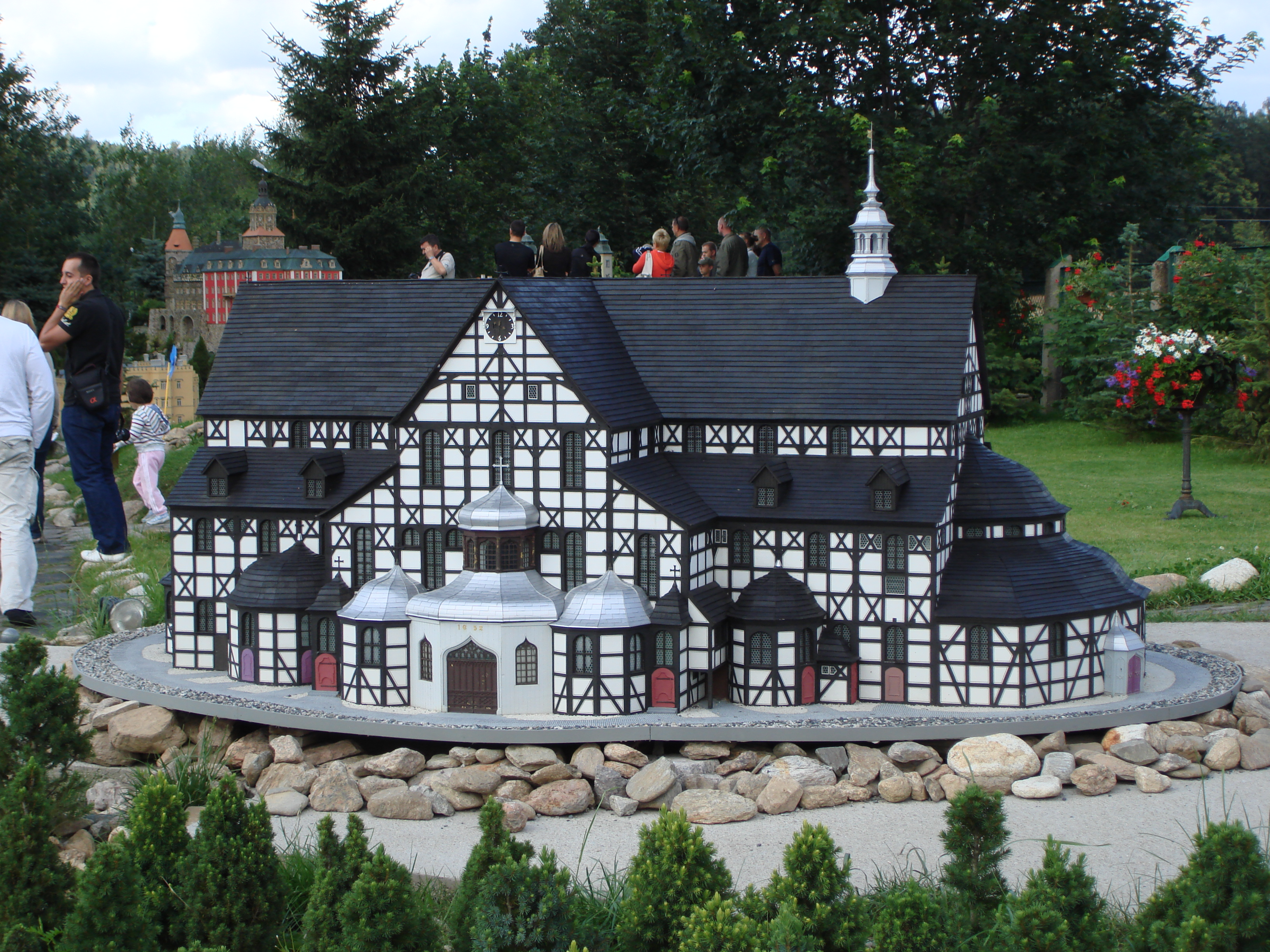
Miniatura de la Iglesia de la Paz de Świdnica en el parque de miniaturas de Kowary